# Благовещенская церковь (Арзамас)
Церковь Благовещения Пресвятой Богородицы — православный храм Нижегородской епархии в городе Арзамасе Нижегородской области, приписанный к Арзамасскому Спасо-Преображенскому мужскому монастырю. Расположена по адресу площадь Сергия Страгородского, д. 1.

## История
Считается, что церковь Благовещения Пресвятой Богородицы основана не позже первой половины XVII века. Постройка последних сооружений датирована 1775—1784 годами.
В 1929 году церковь была закрыта. Купола и колокольня были сломаны. Здание использовалось в хозяйственных нуждах. 
В 2003 году церковь возвращена верующим, тогда же началась реставрация.
В 2004 году в церкви прошло первое богослужение.

## Описание
Церковь представляет собой крупное двухэтажное кирпичное здание в стиле барокко. Храм четырёхстолпный, увенчанн пятью световыми восьмигранными барабанами, имеет прямоугольный алтарь и притвор с высокой колокольней. Архитектурный облик церкви близок к собору Саровской пустыни и зданиям его круга.  
Внизу располагался тёплый Трёхсвятский храм (1774 год) с Никольским и Параскево-Пятницким приделами. Вверху был летний Благовещенский храм с Предтеченским и Михаило-Архангельским приделами. 